# Сяка (Бакеу)
Сяка (рум. Seaca) — село у повіті Бакеу в Румунії. Входить до складу комуни Дофтяна.
Село розташоване на відстані 212 км на північ від Бухареста, 41 км на південний захід від Бакеу, 123 км на південний захід від Ясс, 102 км на північний схід від Брашова.

## Населення
За даними перепису населення 2002 року у селі проживали 505 осіб, з них 504 особи (99,8%) румунів. Рідною мовою 504 особи (99,8%) назвали румунську.